# Centrale thermique de Kirichi
La centrale thermique de Kirichi est une centrale thermique dans l'oblast de Léningrad en Russie.